# Susanne Amrain
Susanne Amrain (* 1. März 1943 in Darmstadt; † Juni 2008) war eine deutsche Literaturwissenschaftlerin, Übersetzerin, Schriftstellerin und Verlegerin. Sie gründete im Jahr 1984 in Göttingen den Daphne Verlag und führte ihn bis zu ihrem Tod im Jahr 2008.

## Leben und Wirken
Susanne Amrain arbeitete zunächst als Schauspielerin, dann studierte sie Anglistik und Germanistik in Heidelberg und Göttingen. Ihre Dissertation schrieb sie im Jahr 1983 über Liebesfantasien und Frauenbilder der englischen Romantiker und wurde zur Dr. phil. promoviert.
Im Jahr 1984 gründete Susanne Amrain in Göttingen den Daphne Verlag. Das Verlagsprogramm umfasste überwiegend feministische und lesbische Literatur, insbesondere Romane, Lesben-Krimis, Sachbücher und Comics von Autorinnen wie Alison Bechdel, Traude Bührmann, Betty Kurtzweil und Renate Zeiss. Auf die Frage, warum sie einen eigenen, auf diesen Themenbereich spezialisierten Verlag gegründet habe, antwortete Amrain:

„… aus Neid auf die Engländerinnen, die im Frauenbuchladen Silver Moon in London meterweise Lesbenliteratur liegen hatten, und bei uns waren es nur 24 Zentimeter. Da musste etwas passieren.“

Neben ihrer Tätigkeit als Verlegerin arbeitete Amrain als Übersetzerin feministischer Literatur aus dem Englischen ins Deutsche. Sie war auch Mitautorin mehrerer Bände der Reihe „Wahnsinnsfrauen“ von Luise F. Pusch. Den Schwerpunkt ihrer schriftstellerischen Arbeit bildeten Biografien von außergewöhnlichen, meist in lesbischen Beziehungen lebenden Frauen. Ihre im Jahr 1998 veröffentlichte Biografie von Virginia Woolf und deren Lebensgefährtin Vita Sackville-West war ihr größter schriftstellerischer Erfolg.
Vereinzelt hielt Susanne Amrain Vorträge zu literaturwissenschaftlichen oder feministischen Themen. Zur Eröffnung des Schücking-Museums in der emsländischen Gemeinde Sögel hielt sie im Mai 1997 den Festvortrag mit dem Titel „Veilchen suchen im Oktober“ über die Dichterin Katharina Sibylla Schücking. Bei einer Ringvorlesung der Universität Magdeburg zum Thema „Frauen- und Genderforschung“ im Oktober 2000 lautete das Thema ihres Vortrags „Die arme Harriet. Ein Frauenleben in der englischen Romantik“.
In der Frauenbewegung war Susanne Amrain viele Jahre aktiv. Im April 1986 entstand bei einer Zusammenkunft in ihrem Verlag die Idee zur Gründung der ersten und bis heute(2016) einzigen deutschen Rezensionszeitschrift für Frauenliteratur. Auf Amrains Anregung hin erhielt die Zeitschrift den Namen Virginia.
Im Jahr 2003 gehörte Susanne Amrain zu den Gründungsstifterinnen der Stiftung Archiv der deutschen Frauenbewegung.
Susanne Amrain verstarb unerwartet im Frühjahr 2008. Über die Umstände ihres Todes wurde nichts bekannt.
Ihr Verlag wird seit 2011 von dem Berliner Verlag Krug & Schadenberg fortgeführt, der auf feministische Literatur spezialisiert ist.

## Veröffentlichungen (Auswahl)

### Eigene Werke
- My soul’s body. Zur Psychogenese von Frauenbildern und Liebesbegriffen in der englischen Dichtung des 19. Jahrhunderts. Fachbuch. Pahl-Rugenstein, Köln 1984, ISBN 978-3-7609-5173-7.
- Dorothy Wordsworth, 1771–1855 : „… voller Gedanken über meinen Liebling“. In: Schwestern berühmter Männer, Suhrkamp Taschenbuch, 1984.
- Susanne Amrain, Renate Berger (Hrsg.): Frauen – Weiblichkeit – Schrift : Dokumentation d. Tagung in Bielefeld vom Juni 1984. Argument Verlag, Berlin 1985, ISBN 3-88619-134-6.
- Gleichmut – üben Sie sich in Gleichmut, Mrs Woolf. In: Sybille Duda und Luise Pusch (Hrsg.): WahnsinnsFrauen, Bd. 1, Suhrkamp, Frankfurt am Main 1992, ISBN 978-3-518-38376-6.
- So geheim und vertraut. Virginia Woolf und Vita Sackville-West. Biografie, Suhrkamp, Frankfurt am Main 1994, ISBN 3-518-38792-8
- Veilchen suchen im Oktober. Das Leben der Katharina Busch-Schücking. In: Walter Gödden (Hrsg.): Literatur in Westfalen. Beiträge zur Forschung, Bd. 4, Schöningh, Paderborn 1998, ISBN 978-3-506-75204-8, S. 31–46 (Inhaltsverzeichnis (Memento vom 25. März 2016 im Internet Archive)).

### Mitwirkung als Übersetzerin
- Elizabeth Lang, Susanne Amrain (Übers.): Anna. Daphne, Göttingen 1984, ISBN 978-3-89137-001-8.
- Lesbian History Group (Hrsg.), Susanne Amrain u. Katharina Kappe (Übers.): …und sie liebten sich doch! Lesbische Frauen in der Geschichte 1840–1985. Daphne, Göttingen 1991, ISBN 978-3-89137-010-0.
- Jaye Maiman (Autorin), Susanne Amrain (Übers.): Verrückt vor Liebe, Krug & Schadenberg, Berlin 1993, ISBN 978-3-89137-015-5.
- Mercedes de Acosta (Autorin), Susanne Amrain (Übers.): Hier liegt das Herz. Krug & Schadenberg, Berlin 1996, ISBN 978-3-89137-020-9.
- Sarah Waters (Autorin), Susanne Amrain (Übers.): Die Muschelöffnerin. Krug & Schadenberg, Berlin 2011, ISBN 978-3-930041-80-0.

## Ehrungen
Im Jahr 2011 wurde der 50. Band der Veröffentlichungen der LWL-Literaturkommission für Westfalen mit dem Titel Zimmer frei: Zehn museale Entwürfe für Annette von Droste-Hülshoff. Neue Wege der Literaturausstellung dem Andenken an Susanne Amrain gewidmet.